# John Spencer, 3.º Conde Spencer
John Charles Spencer, 3.º Conde Spencer (30 de maio de 1782 – 1 de outubro de 1845), conhecido durante o tempo de vida de seu pai como Visconde Althorp, foi um estadista inglês.

## Biografia
John Charles Spencer nasceu em Spencer House, Londres, no dia 30 de maio de 1782. Seu pai, George Spencer, 2.º Conde Spencer, tinha servido nos ministérios de William Pitt, o Novo, de Charles James Fox e de Lord Grenville, e foi o Primeiro Lorde do Almirantado (1794–1801). Sua mãe, Lady Lavinia Bingham, era filha de Charles Bingham, 1.º Conde de Lucan.
Em 1800, depois de estudar em Harrow School, ele foi para Trinity College, na Universidade de Cambridge. Em Cambridge, John Charles dedicou-se por algum tempo a estudos matemáticos, mas passava a maior parte do tempo caçando ou cavalgando.
Em 1804, ele entrou para o parlamento como um membro pela cidade de Okehampton em Devon. Desocupou sua cadeira em 1806, para contestar a Universidade de Cambridge contra Lorde Henry Petty e Lord Palmerston (quando ele foi desesperadamente derrotado), mas ele foi eleito no mesmo ano por St Albans e nomeado secretário do tesouro.
Na eleição geral em novembro de 1806, Spencer foi eleito por Northamptonshire e continuou no parlamento pelo condado até suceder o título de seu pai. Pelos anos seguintes à sua palestra, Lord Althorp ocasionalmente falou em debates e sempre do lado do Liberalismo, mas entre 1813 e 1818 ele raramente foi à Câmara dos Comuns. Sua ausência devia-se parcialmente ao fato de que era inútil combater a vontade do ministério Tory, mas particularmente ao seu casamento, em 14 de abril de 1814, com Esther, única filha de Richard Acklom de Wiseton Hall, Northamptonshire, que morreu ao dar à luz um bebê morto em 1818.
Em 1819, John Charles, em seu retorno à vida política, insistiu em estabelecer um tribunal de falências mais eficiente, acelerando a recuperação de pequenos débitos; e ele viu tais reformas concluídas em 1825. Durante grande parte do reinado de Jorge IV, os Whigs perderam sua legítima influência no estado, por causa de sua necessidade de coesão, mas esse defeito foi logo remediado em 1830 quando Lord Althorp foi escolhido o seu líder na câmara baixa, e sua capacidade para a posição foi provada por experiência. No governo de Lord Grey, Althorp foi Líder da Câmara dos Comuns e Chanceler do Tesouro. Spencer foi fundamental no sucesso das medidas do governo. Ao lado de Lord John Russell, ele fez uma campanha, realizando mais de 20 palestras, para a aprovação da Reform Act 1832, que fez mudanças no sistema de eleições da Grã-Bretanha, e geralmente é considerado o arquiteto dessa vitória. Também foi sob a liderança e consistente lobby de Spencer que a Câmara dos Comuns aboliu a escravidão no Império Britânico em 1833.
Depois da dissolução de 1833, o governo Whig lentamente decaiu e ficou mais fraco com a promoção de Lord Althorp para a Câmara dos Lordes seguindo a morte de seu pai em 1834. O novo Lorde Spencer abandonou os cuidados do ofício e retornou à vida rural por puro deleite. A agricultura, não a política, passou a ser seu principal interesse. O conde era um notável criador de gado e tornou-se o primeiro presidente da Royal Agricultural Society, fundada em 1838, ano em que ele prestou homenagem à rainha Vitória em sua coroação. Ele morreu sem deixar filhos em Wiseton no dia 1 de outubro de 1845. Seu irmão, Frederick Spencer, tornou-se o quarto Conde Spencer.

## Curiosidades
- Seu irmão, Frederick, é trisavô da falecida Diana, Princesa de Gales.
- Spencer Street, em Melbourne, na Austrália, é nomeada em sua homenagem.